# Fuero
Als Fueros werden die im Mittelalter entstandenen und bis in die Neuzeit geltenden Rechtsordnungen der verschiedenen christlichen Reiche auf der Iberischen Halbinsel und ebenfalls in dieser Zeit entstandenes lokales Sonderrecht bezeichnet.
In Spanien noch heute geltendes regionales Sonderrecht, das auf diese Fueros zurückgeht, wird als derecho foral (Foralrecht) bezeichnet.

## Wortherkunft
Das 931 erstmals belegte spanische Wort fuero (Pl. fueros) ist aus dem lateinischen forum gebildet und meinte die Rechtsprechung der Gerichte eines bestimmten Ortes oder Territoriums und im weiteren Sinn die lokalen (Rechts-)Sitten und öffentlichen Gebräuche im Allgemeinen.

## Historischer Rahmen
Nach der maurischen Invasion über die Straße von Gibraltar (711) geriet in den folgenden Jahren fast die gesamte Iberische Halbinsel unter islamische Herrschaft. Lediglich im äußersten Norden konnten christliche Fürsten ihre Herrschaft behaupten. Im kantabrischen Gebirge war dies das Königreich Asturien, aus dem sich später die Königreiche León, Kastilien, Kastilien-León und schließlich die Krone von Kastilien (und auch das Königreich Portugal) entwickelten. Am Südhang der Pyrenäen entstanden zunächst unter fränkischem Einfluss kleinere Grafschaften (Spanische Mark), die die Keimzelle für das Königreich Navarra und das Königreich Aragonien bildeten.
In den folgenden Jahrhunderten weiteten diese christlichen Reiche ihren Herrschaftsbereich immer mehr nach Süden aus (Reconquista), bis schließlich 1492 mit der Eroberung des Königreiches Granada auch das letzte noch auf der Halbinsel verbliebene islamische Herrschaftsgebiet an Kastilien fiel.
Die beiden großen christlichen Reiche bestanden selbst aus Teilkönigreichen (die Krone von Kastilien insbesondere aus den Königreichen Kastilien und León, die Krone von Aragón aus dem Königreich Aragón, Katalonien, dem Königreich Mallorca und dem Königreich Valencia) mit eigenen Rechtsordnungen und Institutionen.
Mit der Regierungsübernahme des Königs Karl I. wurden die Kronen von Kastilien und Aragón vereinigt. Es handelte sich aber rechtlich nur um eine Personalunion und die einzelnen Reichsteile behielten ihre eigenen Rechtsordnungen und Institutionen.
Dies änderte sich erst als nach dem Spanischen Erbfolgekrieg der Bourbonenkönig Philipp V. mit den Decretos de Nueva Planta (1707–1714) das in den Gebieten der Krone von Aragón geltende Recht weitgehend durch das in Kastilien geltende ersetzte.

## LokaleFuerosundFueros Generales

Die Teilreiche der spanischen Monarchie Anfang des 16. Jh.

Vom 9. bis zum 11. Jahrhundert gelangte insbesondere die nur spärlich besiedelte Nordmeseta in den Herrschaftsbereich der Königreiche Kastilien und León. Um für diese Gebiete an der Grenze zum islamischen Spanien neue Siedler zu gewinnen, verliehen die Herrscher oftmals einzelnen Ortschaften und Herrschaftsgebieten Privilegien, die als Cartas Pueblas oder Fueros bezeichnet wurden. Darüber hinaus wurde aber auch das in einzelnen Gebieten bestehende Gewohnheitsrecht in solchen Fueros fixiert.
Geringere Bedeutung hatten solche lokalen Fueros bei dem Vordringen der christlichen Reiche im südlichen Teil der Halbinsel ab dem 12. Jahrhundert, da dieser dichter besiedelt war und sich die Herrscher jetzt stärker auf die Ritterorden und den Hochadel als auf vor Ort angesiedelte Siedler stützten.
Im 13. Jahrhundert wurde auch das allgemein und nicht nur lokal geltende Recht in den christlichen Reichen schriftlich fixiert. Dies waren die Fueros Generales (z. B. die Fueros Generales de Navarra, der Fuero Juzgo in Kastilien, die Fueros de Aragón im Königreich Aragón, die Furs de València im Königreich Valencia oder die Constitucions de Catalunya in Katalonien).
Die Fueros enthielten zivilrechtliche Vorschriften ebenso wie öffentlich-rechtliche und strafrechtliche.
Nach dem Regierungsantritt des Königs Karl I. war zwar das gesamte heutige Spanien unter einem Herrscher vereint. Es handelte sich rechtlich jedoch nur um eine Personalunion. Die Rechtsordnungen der Teilreiche (Fueros Generales) behielten ihre Gültigkeit und auch ihre eigenen Institutionen (so die Ständeversammlungen) blieben bestehen.
Im Königreich Aragonien hatten die Cortes (Ständeversammlung) eine stärkere Stellung gegenüber dem Monarchen als in Kastilien. Die Fueros stellten dort eine Art Pakt zwischen dem Monarchen und den Ständen dar. Dies kam während der Vereidigung der neuen Könige von Aragonien zum Ausdruck. Nachdem der König den Eid geleistet hatte, sagte der Justicia de Aragón: Nos, que somos tanto como vos y todos juntos valemos más que vos, os hacemos rey de Aragón, si juráis los fueros y si no, no. („Wir, die wir Deinesgleichen sind und zusammen mehr Gewicht haben als Du allein, machen Dich zum König von Aragonien, wenn Du die [Einhaltung der] Fueros schwörst, und wenn nicht, dann nicht.“). Erst dann legten die Untertanen ihren Treueschwur auf den König ab.

## Bedeutungsverlust der Fueros seit dem 18. Jahrhundert
Nach dem Aussterben der spanischen Linie des Hauses Habsburg kam es zum Spanischen Erbfolgekrieg (1700–1714). In diesem standen die Gebiete der Krone von Kastilien auf Seiten des bourbonischen Thronprätendenten Philipp (dann Philipp V. von Spanien), die Gebiete der Krone von Aragón dagegen auf der des habsburgischen Anwärters Erzherzog Karl (späterer Kaiser Karl VI.). Auf spanischem Territorium endete der Krieg erst am 11. September 1714 mit der Einnahme Barcelonas durch die Truppen Philipps V.
Nach französischem Vorbild betrieb der Sieger Philipp V. die Zentralisierung des Staatswesens. Mit den Decretos de Nueva Planta (1707–1716) beseitigte er die eigenen Institutionen der Gebiete der Krone von Aragón (Aragón, Katalonien, Mallorca und Valencia) und ersetzte das dort geltende Recht auch weitestgehend durch das kastilische, wobei davon – außer in Valencia – die zivilrechtlichen Foralnormen nicht betroffen waren.
Ebenfalls nicht beseitigt wurden die Fueros der drei baskischen Provinzen und Navarras (die im Erbfolgekrieg auf Seiten der Bourbonen gestanden hatten). Nach den Karlistenkriegen blieb auch von diesen Fueros jedoch nur noch eine besondere Finanzautonomie.
Für die Provinzen Guipúzcoa und Vizcaya (die im Spanischen Bürgerkrieg auf der republikanischen Seite gestanden hatten) wurde von Franco auch diese Finanzautonomie aufgehoben, während sie in Navarra und der Provinz Álava (die auf Seiten der Putschisten gestanden hatten) erhalten blieb.

## Foralrecht heute

### Öffentliches Recht
Mit der Verfassung des Königreichs Spanien von 1978 wurden die „historischen Rechte“ dieser Foralgebiete (Navarra, Guipúzcoa, Vizcaya und Álava) wieder anerkannt.
Auf Grundlage der Verfassung von 1978 wurde das politische System Spaniens in erheblichem Umfang dezentralisiert. Es entstanden 17 Autonome Gemeinschaften (Regionen). Bei diesen handelt es sich zwar formal nicht um Gliedstaaten, allerdings sind sie in ihrem Kompetenzumfang seit den 1990er Jahren durchaus mit deutschen Bundesländern vergleichbar und verfügen insbesondere über umfangreiche Gesetzgebungszuständigkeiten.
Die Provinz Navarra bildete eine eigene uniprovinzielle Autonome Gemeinschaft, die drei baskischen Provinzen Guipúzcoa, Vizcaya und Álava die Autonome Gemeinschaft Baskenland. Träger der durch die Verfassung garantierten „historischen Rechte“ sind im Baskenland jedoch die drei Provinzen und nicht die Autonome Gemeinschaft.
Auf öffentlich-rechtlichem Gebiet ist das Foralrecht insbesondere für die Finanzbeziehungen zum Zentralstaat von Bedeutung. Während für die restlichen Autonomen Gemeinschaften das allgemeine System (régimen común) gilt, findet für die Foralgebiete das Foralsystem (régimen foral) Anwendung.
Im régimen común liegt die Steuergesetzgebung im Wesentlichen beim Zentralstaat. Dieser nimmt über seine Finanzämter auch die Steuern ein und führt von diesen dann einen Teil (z. B. 50 % der Einkommensteuer) an die Autonomen Gemeinschaften ab. Im régimen foral hingegen liegt die Steuergesetzgebung im Wesentlichen bei den Foralgebieten (also der Autonomen Gemeinschaft Navarra und den drei baskischen Provinzen). Diese erheben die Steuern über eigene Finanzämter und führen einen periodisch mit der Zentralregierung ausgehandelten Anteil (den cupo) an den Staat ab.
Hieraus folgt für die baskischen Provinzen eine weitere Besonderheit: In den übrigen Autonomen Gemeinschaften, die aus mehreren Provinzen bestehen, sind die Provinzverwaltungen (diputaciones provinciales) Organe der kommunalen Selbstverwaltung. Ihre Provinzräte werden auf Basis des Ergebnisses der Gemeinderatswahlen in indirekter Wahl bestimmt. Die baskischen Provinzen üben neben den Selbstverwaltungsaufgaben jedoch auch eine quasi-gesetzgebende Kompetenz (v. a. auf dem Bereich des Steuerrechts, s. o.) aus. Ihre Provinzräte (Juntas Generales) werden in direkter Wahl gewählt.
Nach Inkrafttreten der Verfassung von 1978 konstituierten sich die Autonomen Gemeinschaften durch Verabschiedung ihrer Autonomiestatute (einer Art „Verfassung“), die in letzter Instanz von den beiden Kammern des gesamtspanischen Parlaments (Cortes Generales) in einem regulären Gesetzgebungsverfahren beschlossen wurden. Navarra war das einzige Foralgebiet, das sich als eigene Autonome Gemeinschaft konstituierte (die drei baskischen Provinzen bildeten auf dem „regulären“ Weg die Autonome Gemeinschaft Baskenland). Im Falle Navarras zeigten sich die foralrechtlichen Besonderheiten daher schon im „Konstituierungsprozess“, der sich wesentlich von dem der anderen 16 Autonomen Gemeinschaften unterscheidet. Navarra entschied sich für eine Reform seiner aufgrund zweier Gesetze aus den Jahren 1839 und 1841 fortbestehenden Foralordnung. Das „Autonomiestatut“ Navarras ist das Ley Orgánica 13/1982, de 10 de agosto, de Reintegración y Amejoramiento del Régimen Foral de Navarra (LORAFNA). Schon durch den Titel wird mehr als bei den anderen Autonomen Gemeinschaften eine historische Kontinuität betont, es handelt sich nicht um eine völlige Neugründung, sondern lediglich um die Reform von etwas schon Bestehenden. Das Gesetz aus dem Jahre 1839 sah vor, dass eine Änderung der Fueros (also des regionalen Sonderrechts) der Zustimmung des Zentralstaats und der Region Navarra bedurfte, also in gewisser Weise Vertragscharakter erhält. So wird das darauf beruhende Gesetz von 1841 auch als Ley Paccionada („das verhandelte Gesetz“) bezeichnet. Dieser Vertragscharakter findet sich auch in dem Gesetzgebungsverfahren über das LORAFNA wieder: Zunächst einigten sich die Zentralregierung und die Diputación Foral (die Regionalregierung) auf einen gemeinsamen Entwurf, der vom Regionalparlament und den beiden Kammern des gesamtspanischen Parlaments jeweils in nur einer Lesung ohne die Möglichkeit von Änderungsvorschlägen behandelt wurde, was eher der Ratifikation eines völkerrechtlichen Vertrages als dem gewöhnlichen Gesetzgebungsverfahren entspricht. Dieses Verfahren sieht das LORAFNA auch für spätere Änderungen an seinem Text vor.

### Zivilforalrecht
Mit den Decretos de Nueva Planta wurde das in den Gebieten der Krone von Aragón geltende Zivilrecht unangetastet gelassen und galt damit in Katalonien, Aragón und auf den Balearen als Foralrecht fort. Lediglich für das Königreich Valencia wurde mit den Decretos de Nueva Planta auch das bis dahin geltende Zivilrecht aufgehoben und durch das Kastiliens ersetzt. Auch die Einschränkung der Fueros der baskischen Provinzen und Navarras nach den Karlistenkriegen ließ das dort geltende Zivilrecht unangetastet.
1889 trat das erste spanische Zivilgesetzbuch (Código Civil) in Kraft. Auch dieses bestimmte, dass das forale Zivilrecht in den Gebieten, in denen es zu diesem Zeitpunkt noch Bestand hatte (also Katalonien, Aragón, Balearen, Baskenland und Navarra), weitergalt. Der Código Civil galt in diesen Regionen daher nur insoweit, als er dem dortigen Foralrecht nicht widersprach oder ergänzend soweit dieses keine entsprechenden Regelungen enthielt.
Das fortgeltende Zivilforalrecht wurde in der Folgezeit neu kodifiziert:
- Katalonien: Die erste Neukodifizierung erfolgte durch ein Gesetz vom 21. Juli 1960, spätere durch Gesetze der Autonomen Gemeinschaft aus den Jahren 1984 und 2002.

- Aragonien: Die erste Neukodifizierung erfolgte 1925 als ein Anhang zum Código Civil. Später erfolgten zahlreiche Änderungen. Eine komplette Neufassung erfolgte 2011 mit dem Regionalgesetz Código del Derecho Foral de Aragón.

- Balearen: Die erste Neukodifizierung erfolgte durch ein Gesetz vom 19. April 1961, eine spätere durch ein Gesetz der Autonomen Gemeinschaft aus dem Jahre 1990. Das Foralrecht ist nicht einheitlich, sondern das Gesetz enthält besondere Bestimmungen für Mallorca, Menorca und Ibiza-Formentera.

- Baskenland: Die erste Neukodifizierung erfolgte durch ein Gesetz vom 30. Juli 1959, eine spätere durch ein Gesetz der Autonomen Gemeinschaft aus dem Jahre 1994. Auch im Baskenland besteht kein einheitliches Zivilforalrecht, sondern das aktuelle Gesetz ist in drei Bücher aufgespalten:

- Der Fuero de Vizcaya gilt in den ländlichen Gebieten der Provinz Vizcaya („tierra llana“) sowie in zwei Gemeinden der Provinz Álava.

- Der Fuero de Ayala gilt in den Gemeinden Ayala, Amurrio und Okondo sowie in mehreren Ortsteilen der Stadt Artziniega (alle in der Provinz Álava).

- Der Fuero de Guipúzcoa gilt in der Provinz Guipúzcoa.

- In den übrigen Gebieten (also v. a. in den städtischen Gebiete der Provinz Vizcaya und dem Großteil der Provinz Álava) gilt der Código Civil uneingeschränkt.

- Navarra: Die Neukodifizierung erfolgte durch ein Gesetz vom 1. März 1973 (der Fuero Nuevo).

Dieses Zivilforalrecht enthält vom Código Civil abweichende Regelungen nur in Teilbereichen. Vor allem finden sich erb-, familien- und sachenrechtliche Vorschriften, vor allem auch im Bezug auf landwirtschaftlichen Besitz.
Insbesondere die erbrechtlichen Vorschriften können sich dabei erheblich von denen des Código Civil unterscheiden. Einerseits sind die Quoten der gesetzlichen Erbfolge und auch der Pflichtteilsrechte (sog. legítima) teilweise stark abweichend. Andererseits sind nach fast allen Foralrechten (Ausnahme Menorca) Erbverträge zulässig und nach mehreren Foralrechten auch gemeinschaftliche Testamente, wie sie im deutschen Erbrecht ebenfalls bekannt sind. Nach gemeinspanischem Recht des Código Civil sind Erbverträge und gemeinschaftliche Testamente dagegen unwirksam.
Die Gesetzgebungskompetenz für Änderungen des Zivilforalrechts liegt heute bei den jeweiligen Autonomen Gemeinschaften.
Ein Sonderfall ist Galicien, das historisch über keinen Fuero General verfügte, wo sich aber auch nach dem Inkrafttreten des Código Civil gewisse Elemente des Gewohnheitsrecht erhielten. Diese wurden erstmals mit einem Gesetz vom 2. Dezember 1963 kodifiziert, das 1995 durch ein Regionalgesetz ersetzt wurde. Ähnliches gilt für die Region Valencia (deren Zivilforalrecht mit den Decretos de Nueva Planta aufgehoben worden war). In dieser Region fehlt es zwar an einer umfassenden Kodifizierung des Sonderrechts, allerdings hat die Autonome Gemeinschaft einige zivilrechtliche Einzelgesetze verabschiedet. In beiden Fällen handelt es sich zwar um kein Foralrecht im eigentlichen Sinne (Galicien hatte keine Fueros Generales, die Valencias waren mit den Decretos de Nueva Planta aufgehoben worden). Dennoch wird auch in Bezug auf diese beiden Regionen häufig von Zivilforalrecht gesprochen.
Ein weiterer Sonderfall ist der Fuero del Baylío. Dieser ist nicht schriftlich fixiert, sondern es handelt sich um ungeschriebenes Gewohnheitsrecht zum ehelichen Güterrecht, das in einigen Gemeinden in der Extremadura an der Grenze zu Portugal und der spanischen Exklave Ceuta (in Nordafrika, ehemals zu Portugal gehörend) Anwendung findet.